# William Sartain

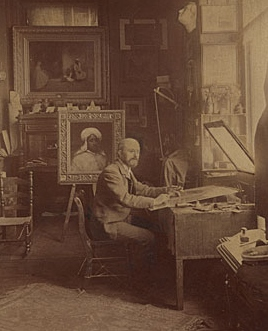
William Sartain in seinem Atelier, um 1900

William Sartain (* 21. November 1843 in Philadelphia, Pennsylvania; † 25. Oktober 1924 in New York City) war ein amerikanischer Maler und Grafiker (Mezzotinto), der für seine Werke im Stil des Tonalismus und seine Beiträge zur amerikanischen Kunst des späten 19. und frühen 20. Jahrhunderts bekannt ist.

## Leben

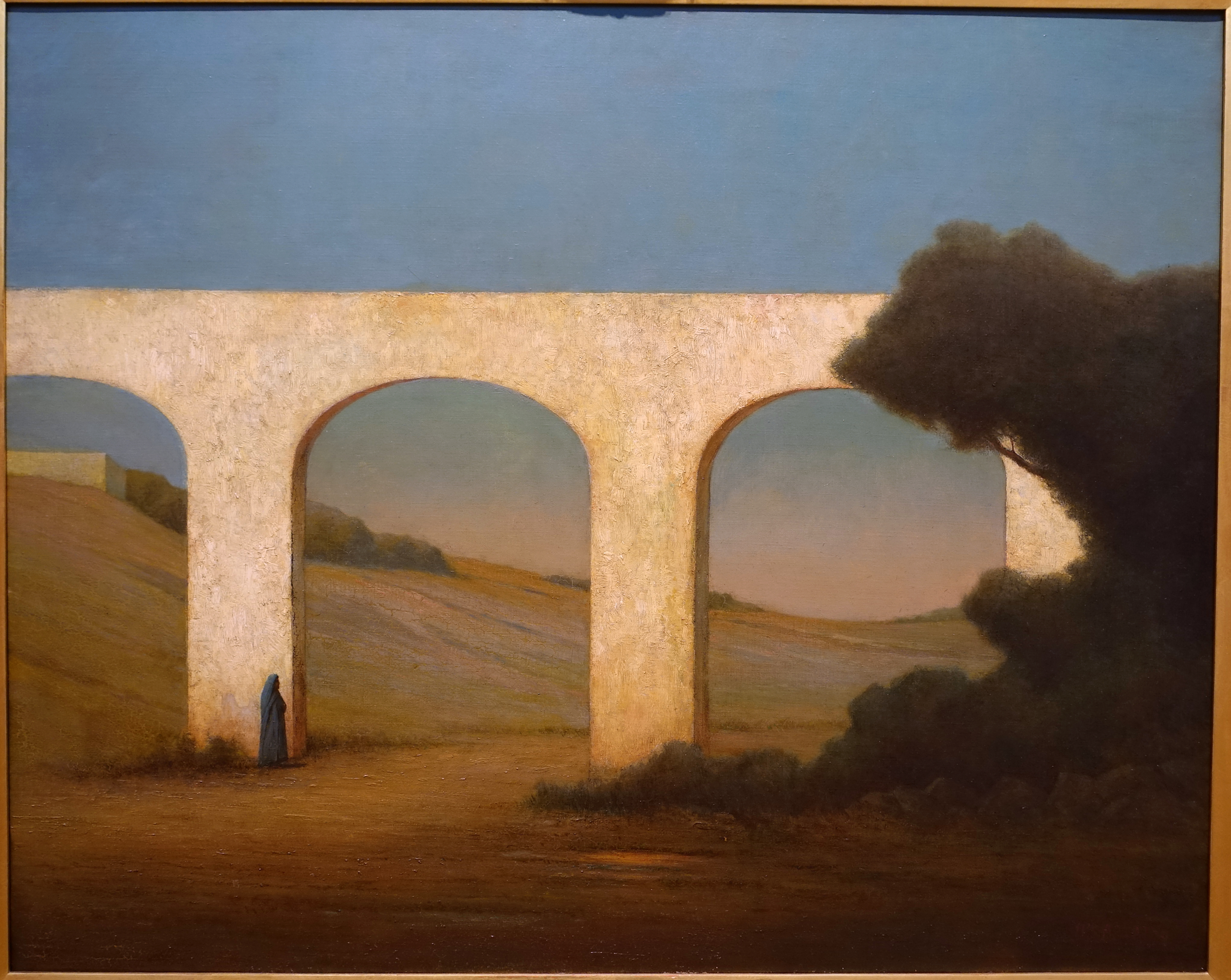
The Aqueduct von William Sartain, undatiert. Portland Art Museum, Portland, Oregon

William Sartain wurde als Sohn des Kupferstechers und Verlegers John Sartain in Philadelphia geboren. Seine Schwester Emily Sartain war ebenfalls eine angesehene Künstlerin und wurde später Direktorin der Philadelphia School of Design for Women. William Sartain besuchte die Central High School in Philadelphia und studierte anschließend an der Pennsylvania Academy of the Fine Arts, wo er unter anderem bei Thomas Eakins und Charles Lewis Fussell studierte. 1868 reiste er mit Eakins nach Europa und ließ sich in Paris nieder, wo er bis 1875 blieb. Nach seiner Rückkehr in die USA lebte er zunächst in Philadelphia und zog später nach New York City, wo er bis zu seinem Tod 1924 arbeitete.

## Werk
William Sartain war bekannt für seine stimmungsvollen Gemälde, die oft Einflüsse des Orientalismus und der Schule von Barbizon zeigen. Seine Werke zeichnen sich durch eine subtile Farbpalette und eine atmosphärische Darstellung von Licht und Schatten aus, was dem Tonalismus entspricht. Neben Porträts malte er auch Landschaften und Genreszenen. Seine Werke sind in renommierten Sammlungen wie der Pennsylvania Academy of the Fine Arts, dem Philadelphia Museum of Art, dem Brooklyn Museum und dem Smithsonian American Art Museum vertreten.